# Whippleova choroba
Whippleova choroba (anglicky: Whipple's disease), či též intestinální (střevní) lipodystrofie, je vzácné systémové infekční onemocnění, jehož původcem je bakterie Tropheryma whipplei. Poprvé bylo popsáno Georgem Hoytem Whipplem v roce 1907 a je považováno za gastrointestinální poruchu. Projevuje se maloabsorpčním syndromem a primárně postihuje zažívací ústrojí (zejména sliznici tenkého střeva a mimo něj též sliznici tlustého střeva). Může však postihnout jakoukoli část těla, včetně srdce, plic, mozku, ledvin, kloubů a očí. Mezi přítomné symptomy patří úbytek tělesné hmotnosti, horečky, zvracení, průjmy, bolest kloubů a artritida. Jejich výskyt je však značně variabilní a zhruba 15 % pacientů tyto symptomy a příznaky nepotkají. Whippleova choroba je častější u mužů středního věku (30–60 let); celkem muži tvoří 87 % všech pacientů. V případě odhalení a včasné léčby může být vyléčena pomocí dlouhodobé (i několikaleté) terapie antibiotik. Neléčená choroba je smrtelná.